# Краснознаменка (Новокузнецький район)
Краснозна́менка (рос. Краснознаменка) — село у складі Новокузнецького району Кемеровської області, Росія. Входить до складу Терсинського сільського поселення.

## Населення
Населення — 31 особа (2010; 35 у 2002).
Національний склад (станом на 2002 рік):
- росіяни — 91 %